# De pedagoog of de leraar
De pedagoog of de leraar is een hoorspel naar het toneelstuk The Pedagogue - A Monodrama (1963) van James Saunders. Het werd op 15 september 1964 door de BBC als hoorspel uitgezonden onder de titel The Pedagogue en in 1966 onder de titel Der Schulmeister door de Hessischer Rundfunk. Anton Quintana vertaalde het en de VPRO zond het uit op vrijdag 5 februari 1971. De regisseur was Johan Wolder. De uitzending duurde 26 minuten.

## Rolbezetting
- Henk van Ulsen (de leraar)

## Inhoud
Een leraar geeft aan meer of minder geïnteresseerde leerlingen godsdienstles. In één enkel uur overloopt hij de hele ontwikkeling van de mensheid. Bij het einde is er geen belsignaal, maar het geruis van de mogelijke ondergang. Zo wordt De pedagoog of de leraar tot een meditatie over de schepping…